# Vergelle
Vergelle è una località del comune italiano di Montalcino, nella provincia di Siena, in Toscana.
Si trova non distante dal confine dell'ex comune di San Giovanni d'Asso con quello di Montalcino ed è raggiungibile tramite una strada a sterro posta lungo il tratto della strada provinciale 14 Traversa dei Monti che unisce il capoluogo a Torrenieri.

## Storia
Il borgo, già esistente nel XII secolo, rimase comune autonomo fino alla sua annessione, nel 1777, a San Giovanni d'Asso; ottenendo anche per la sua chiesa, dedicata a san Lorenzo, nel 1598, la concessione del fonte battesimale e il titolo di pieve.
Il 2 giugno 1777 entrò in vigore il Regolamento particolare con cui le comunità di San Giovanni d'Asso, Lucignano d'Asso, Monterongriffoli e Vergelle vennero riunite per volere del granduca di Toscana Pietro Leopoldo. Nel 2017 fu accorpato a Montalcino.

## Monumenti e luoghi d'interesse

### Chiesa di San Lorenzo
La chiesa di San Lorenzo, di origine medioevale ma risalente, nell'assetto attuale, ai restauri barocchi dei secoli XVIII e XIX, sorge nel punto più alto del paese ed è caratterizzata, esternamente, da una semplice facciata a capanna con elementi decorativi in cotto. All'interno, la chiesa presenta una pianta a croce latina, con transetto e abside quadrangolare coperti con volta a botte, mentre la navata, nella quale si trova il fonte battesimale, ha il soffitto a travi a vista. L'altare maggiore, in stucco dipinto a finto marmo, è posto sotto l'arco absidale; esso è sormontato da un Crocifisso ligneo dipinto del XVIII secolo ed ospita un tabernacolo marmoreo scolpito del XV secolo.

### Castel Verdelli
Castel Verdelli sorge poco a sud di Vergelle lungo la strada a sterro che conduce a Torrenieri, ad una quota superiore rispetto al centro abitato e al torrente Asso.
L'imponente struttura in mattoni risale al XIV secolo ed appare composta da due blocchi separati con base a scarpa, mentre a sud sono stati aggiunti nel XVI secolo edifici laterali nel tempo più volte ristrutturati. Dirimpetto al castello sorge la cappella, a pianta ottagonale, risalente al XVII secolo.

## Galleria d'immagini

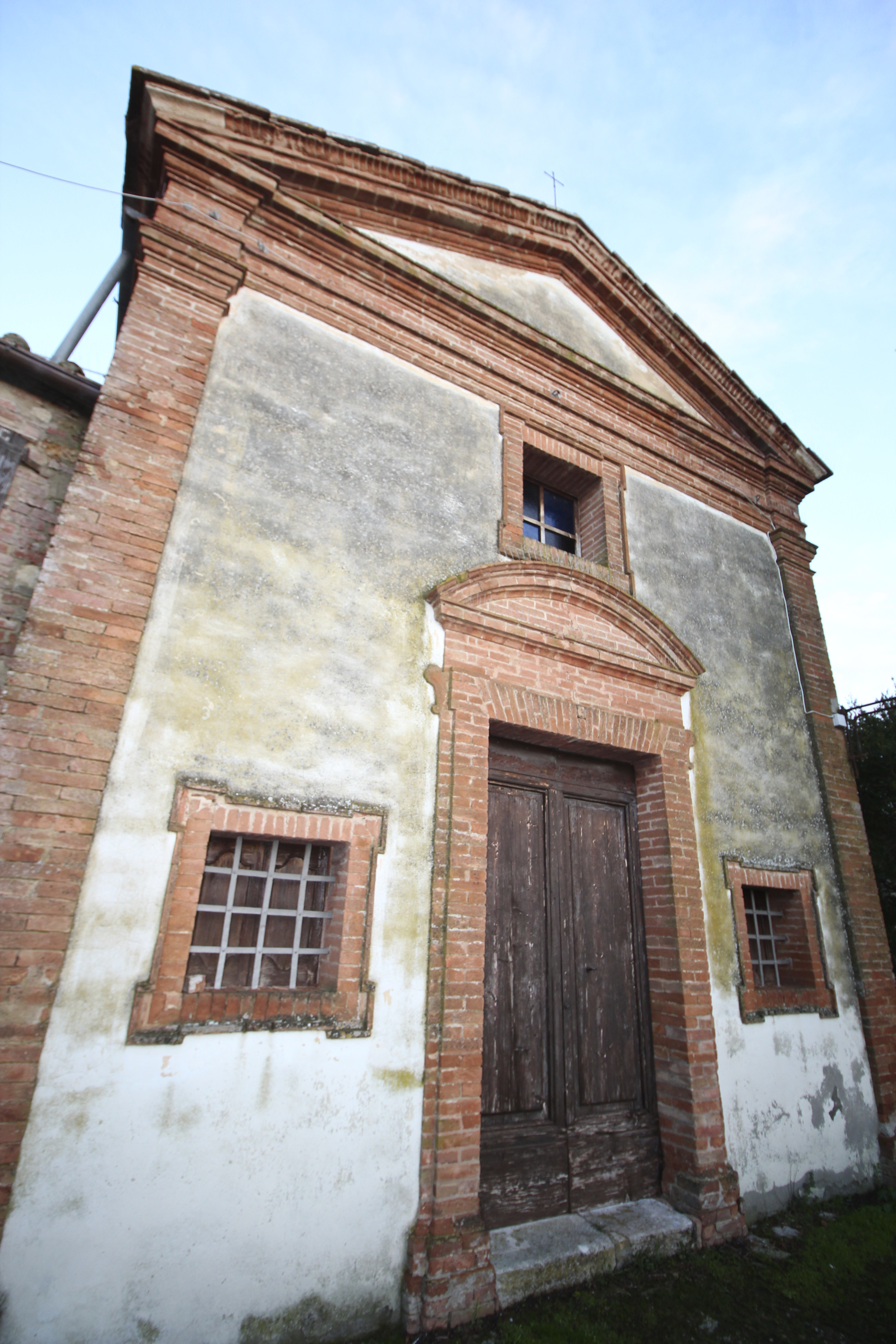
Chiesa di San Lorenzo
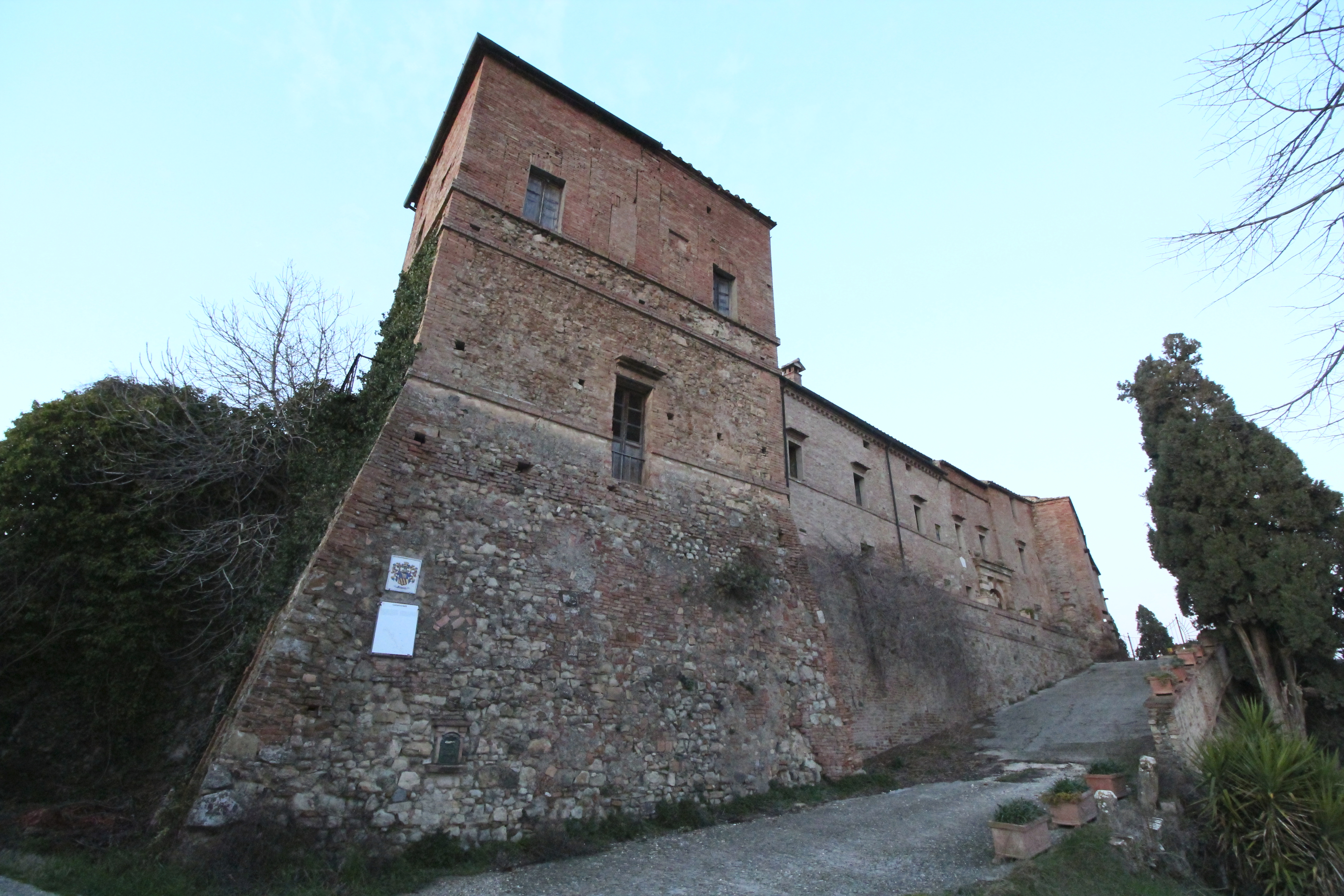
Castel Verdelli
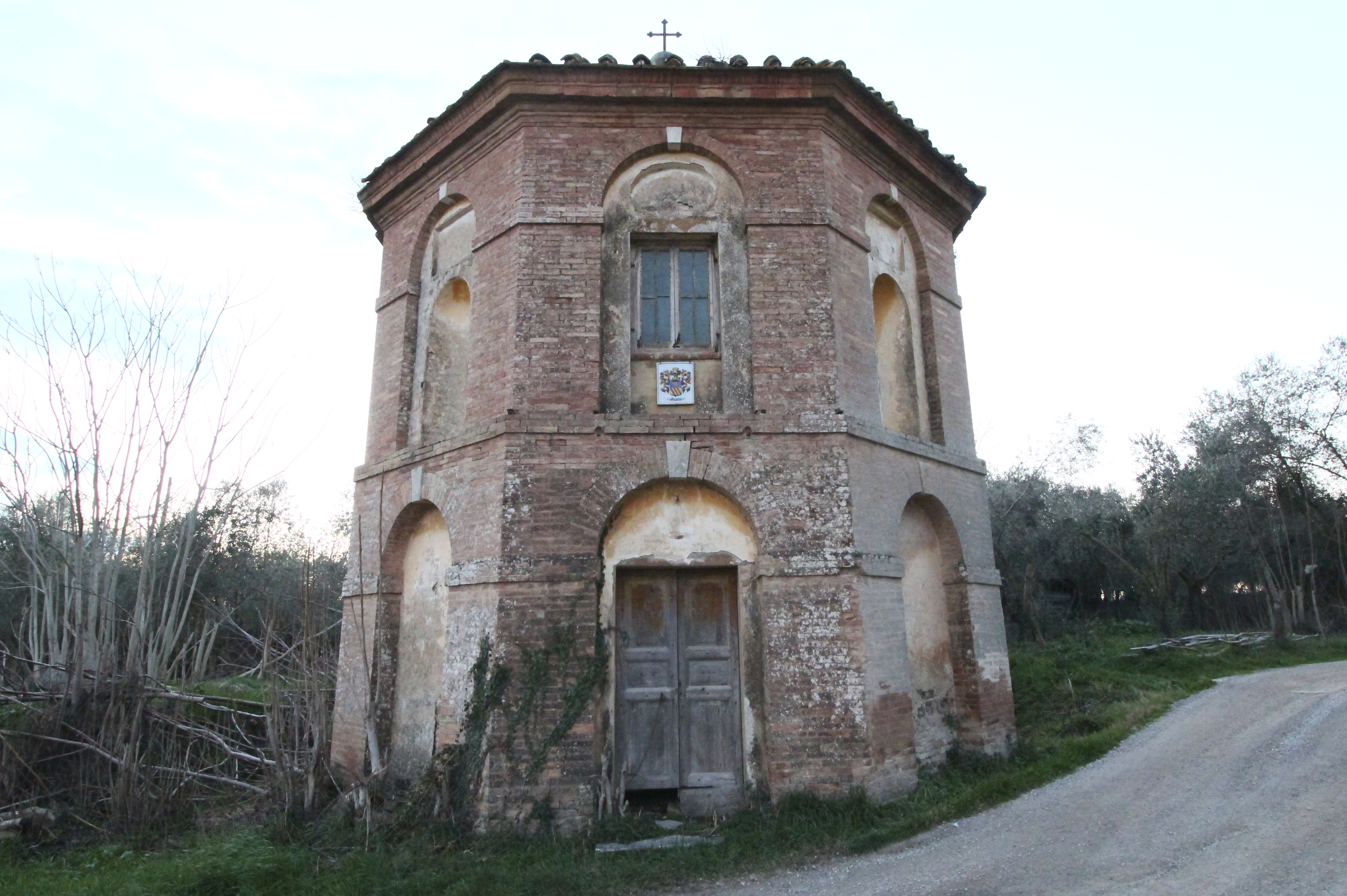
Cappella di Castel Verdelli